# Дубина, Александр Георгиевич
Алекса́ндр Гео́ргиевич Дубина (род. 6 мая 1953) — советский футболист, функционер, тренер.
Начинал играть в команде КФК «Вымпел» Рубцовск (1975—1976). В первенстве СССР играл за команды первой (1977—1981) и второй (1977, 1982—1986) лиг «Торпедо» Рубцовск (1977, 1982—1986) и «Кузбасс» Кемерово (1977—1981).
С 1990 года — на тренерских и административных должностях в «Торпедо».